# BMW 530
BMW 530 - це середньорозмірні автомобілі 5 серії, які випускаються з 1998 року по наш час. Виробляються в кузовах седан, універсал і хетчбек. Існують такі покоління цієї моделі:
- BMW E39 (1998-2004);
- BMW E60 (2003-2010);
- BMW E61 (2004-2010);
- BMW F07 (2009-2016);
- BMW F10 (2009-2016);
- BMW F11 (2010-2016);
- BMW G30 (2016-н.ч.).

### Опис
У стандартну комплектацію автомобіля входять: легкосплавні диски, біксенонові фари, ABS, пасивний круїз-контроль, центральний замок, гідропідсилювач керма, електрорегульовані дзеркала, обігрів дзеркал, передні і задні електросклопідйомники, і можливість регулювання рульової колонки.

### Результати краш-тесту
У 2010 році модель BMW 530d пройшла випробування Euro NCAP:
| Водій або дорослий пасажир | Пасажир- дитина | Пішохід | Засоби безпеки |
| -------------------------- | --------------- | ------- | -------------- |
| 95%                        | 83%             | 78%     | 100%           |

### Огляд моделі

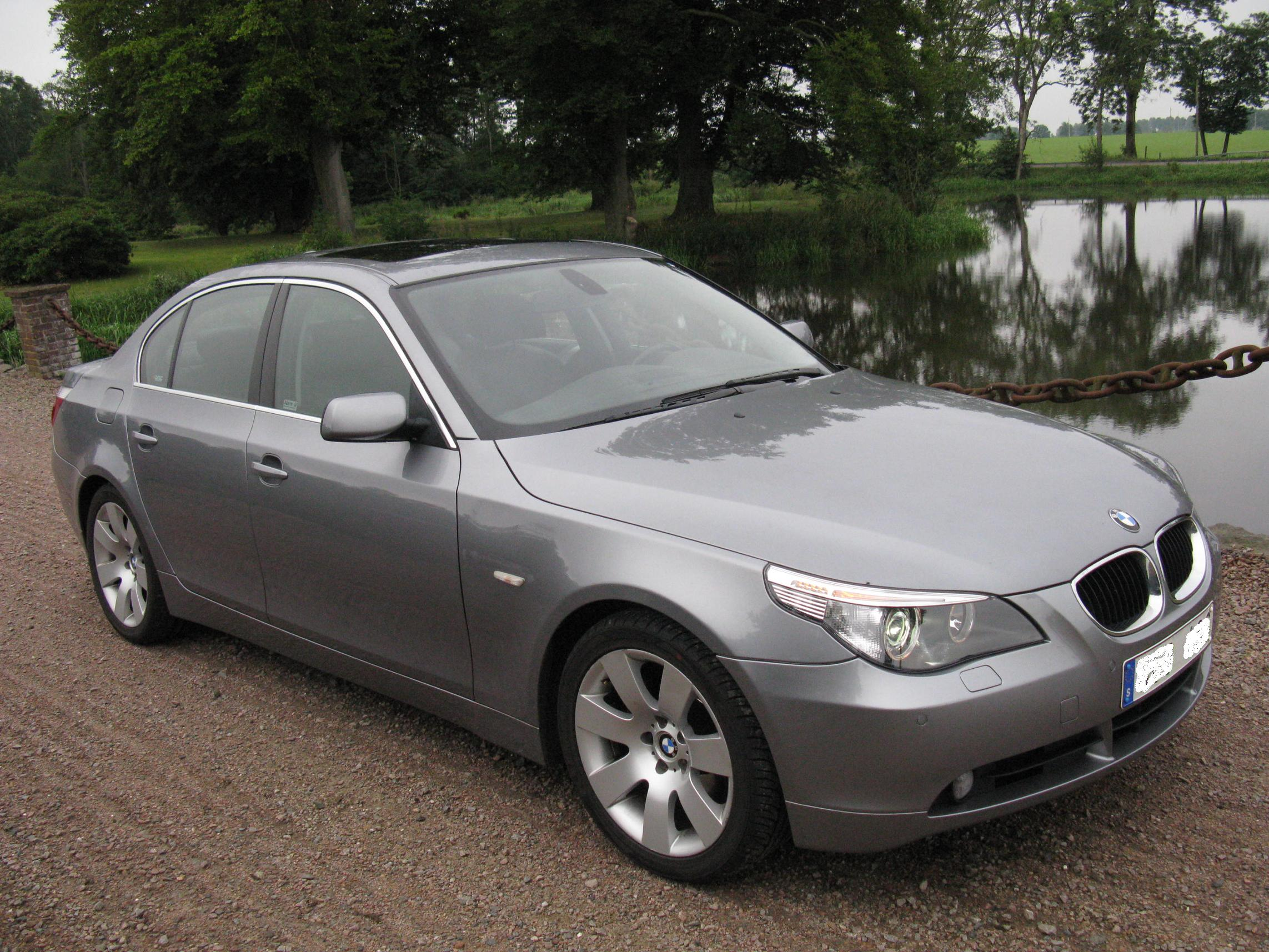
BMW 530i
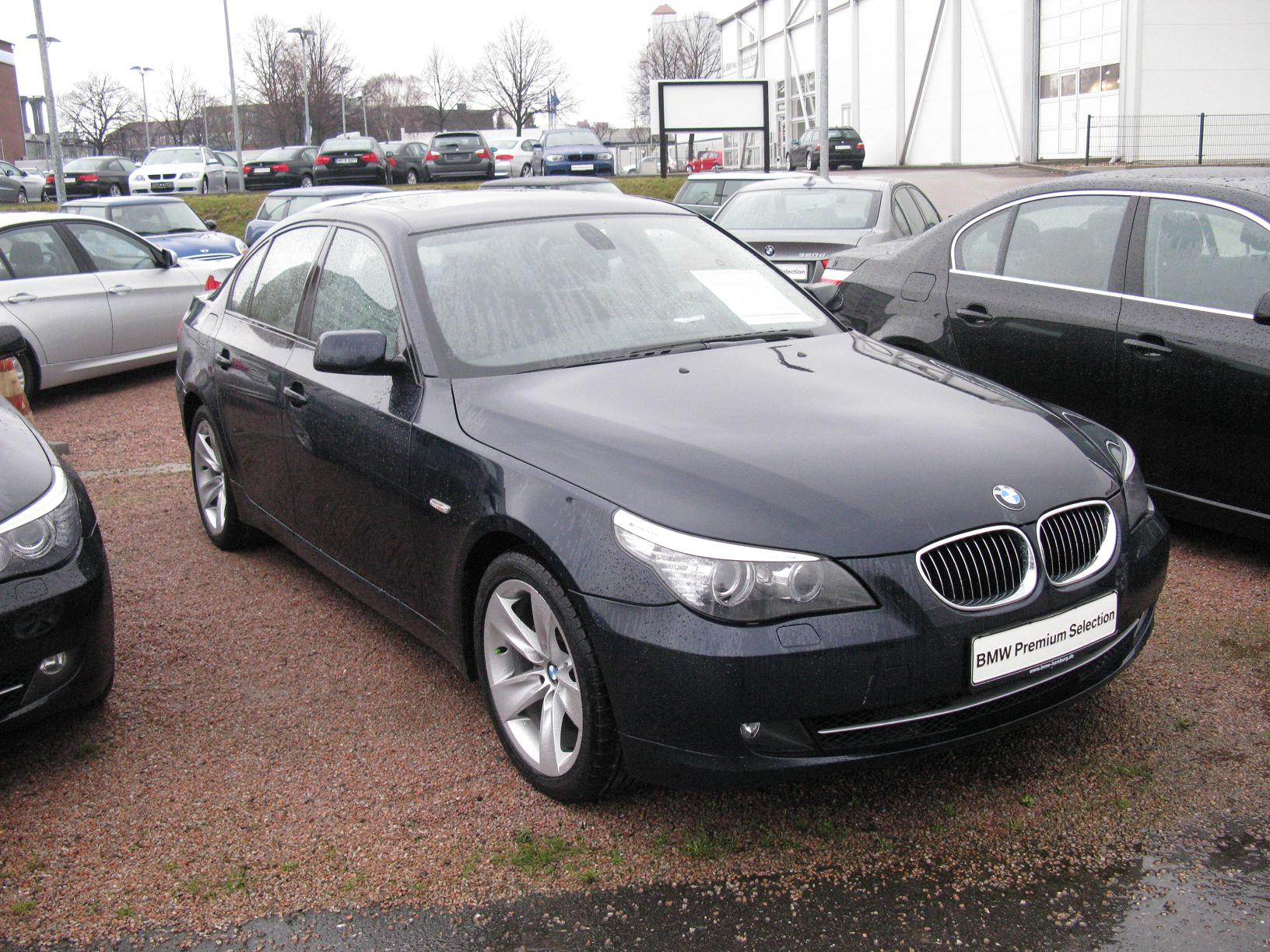
BMW 530d
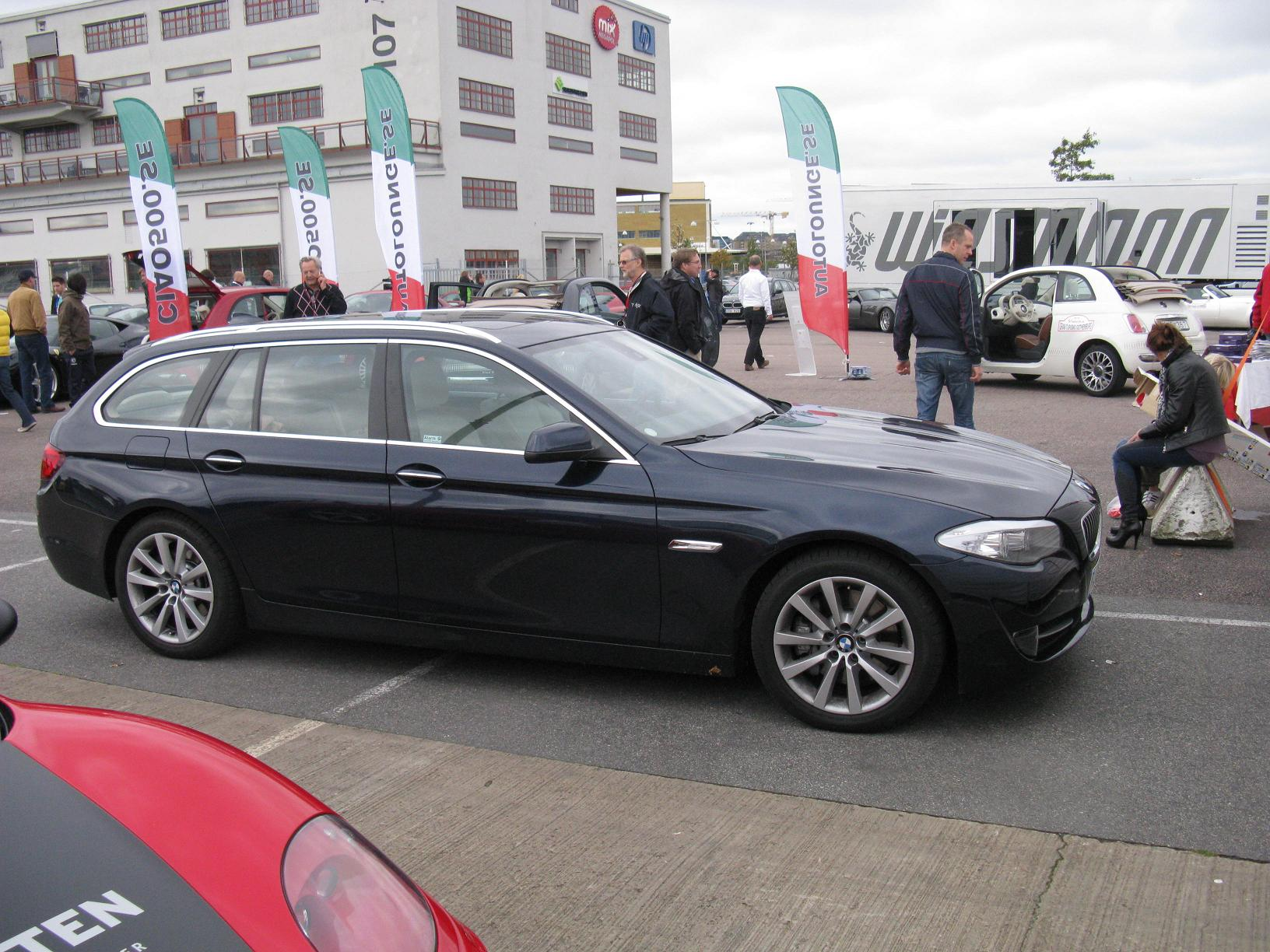
BMW 530d Touring